# Stagionesystem
Das Stagionesystem (italienisch stagione „Saison, Jahreszeit“) ist eine Theater-Betriebsform von Opernhäusern, die im Gegensatz zum Repertoiresystem steht. Opernhäuser, die nach dem Stagionesystem arbeiten, nehmen pro Saison nur eine begrenzte Zahl von Opern in ihre Spielpläne auf. In der Regel sind dies Neuinszenierungen. Während der Probenzeit, in der die Aufführungen einstudiert werden, bleibt das Theater oft geschlossen. Die Inszenierungen werden dann in längeren Serien (rund zehn Aufführungen) gezeigt und danach wieder abgesetzt. Wiederaufnahmen älterer Inszenierungen sind eher die Ausnahme. Deswegen tauchen die meisten Repertoirewerke über Jahre hinweg nicht im Spielplan auf, bis eine Neuinszenierung erfolgt.
Im Schauspiel spricht man in diesem Zusammenhang eher von En-suite-Spielbetrieb oder Serientheater.

## Italien
Der Ausdruck Stagione verweist auf Italien, wo diese Art Spielplangestaltung zur Tradition der Opernhäuser gehört. Dort gibt es eine kürzere Theatersaison als anderswo in Europa. Die günstigeren Betriebskosten ermöglichen es auch kleineren Städten, Opern mit zum Teil prominenten Sängern, Dirigenten und Regisseuren zu zeigen.
Das bekannteste italienische Opernhaus mit Stagionesystem, die Mailänder Scala, hat sich jedoch seit einigen Jahren einer modifizierten Variante zugewandt. Die bisher auf die Zeit von Dezember bis Juli beschränkte Spielzeit wurde um die Monate September, Oktober und November ausgeweitet und entspricht damit in der Länge jener der Repertoirehäuser. Außerdem wurde die Zahl der Aufführungen erhöht, und ältere Inszenierungen werden teilweise über viele Jahre und Jahrzehnte hinweg gespielt.
Umgekehrt haben einige Opernhäuser mit Repertoiresystem zahlreiche Elemente der Stagione-Häuser übernommen (Semi-Stagione), darunter die Metropolitan Opera oder die Wiener Staatsoper. Sie haben die Zahl der gespielten Stücke verringert, die meisten Opern werden in einer Aufführungsserie pro Saison gezeigt.

## Bekannte Opernhäuser mit Stagionesystem
- Mailänder Scala (Stagione mit starkem Repertoire-Anteil)
- Pariser Oper (Stagione mit starkem Repertoire-Anteil)
- Theater an der Wien
- Teatro Regio in Parma
- Teatro Comunale di Bologna
- Grand Théâtre de Genève, Genf